# Rostislav Alexandrovich
Rostislav Alexandrovich da Rússia, (2 de novembro de 1902 – 31 de julho de 1978) foi um membro da Família Imperial Russa.

## Biografia

### Primeiros anos
O príncipe Rostislav Alexandrovich era filho do grão-duque Alexandre Mikhailovich (1866-1933) e da sua esposa, a Xenia Alexandrovna (1875-1960). Os seus pais eram primos em segundo grau, o que tornava Rostislav um bisneto do czar Nicolau I (pelo lado do pai) e também um neto do czar Alexandre III (pelo lado da mãe). Além disso era também sobrinho do czar Nicolau II, visto que a sua mãe era irmã mais nova dele.
Quando o seu tio Nicolau II abdicou do trono em Março de 1917, a sua avó juntou um grande número de parentes (incluindo Dmitri, os seus pais e irmãos) na Crimeia. Em 1918, muitos deles foram presos perto de Yalta, mas um mês depois foram libertados por tropas alemãs após a assinatura do tratado de Brest-Litovsk. Em 1919 o Príncipe e os seus familiares foram libertados por um barco bélito enviado pelo rei Jorge V do Reino Unido e foram enviados para Malta onde permaneceram por 9 meses.

## Casamentos e descendência
Rostislav foi casado três vezes. Primeiro casou-se com a Princesa Alexandra Pavlovna Galitzine (1905-2006) no dia 1 de setembro de 1928 em Chicago. O casal teve um filho antes do divórcio em 1944:
- Rostislav Rostislavovich (3 de dezembro de 1938 – 7 de janeiro de 1999)
  - Rostislav Romanov (nascido em 1985)

Rostislav casou-se de seguida com Alice Eilken (1923-1996) no dia 7 de maio de 1945. O casal teve um filho antes de se divorciar em 1951:
- Nicolau Rostislavovich (9 de setembro de 1945 – 9 de novembro de 2000), era dono de uma empresa de correios.

Finalmente, Rostislav casou-se Hedwig Gertrud Eva von Chappuis (1905-1997) no dia 19 de novembro de 1954. Não nasceram filhos deste casamento.